# CHEER UP! FRIDAY
CHEER UP! FRIDAY（チアーアップフライデー）は、CROSS FMで放送されているワイド番組である。ナビゲーターは嶋田和孝。
ベイサイドプレイス博多 ゾンクホテルスタジオからの生放送。

## 概要
現在も放送中の番組NEWSICの金曜日の枠を奪い取る形で放送開始。
2025年4月現在、CROSS FMのワイド番組で放送時間が5時間を超えるのはこの番組だけである。

## ナビゲーター
- 八木徹 (2021年4月 - 2025年3月） 放送開始当初からのナビゲーター。2025年3月28日放送の当番組のエンディングで、突如番組の降板とCROSS FMからの卒業を発表した。事前に発表しなかった理由として、リスナーの方々に心配をさせたくなかったからとのこと。
- 嶋田和孝 (2025年4月 - ) 2代目ナビゲーター。嶋田の初回放送時まで、誰が2代目を務めるか発表されていなかった。

## コーナー
- Wonder 4
- AIりんなのMorning Message♡
- Pep Me Up!
- ベリーベスト Legal Café
- AIりんなのお目覚めじゃんけん
- NEXT BREAKERS from Spotify
- Gor For It!
- SOUNDS GOOD!
- Make The Future
- Music Blend
- 11 DISCO
- ジャパネットたかたラジオショッピング
- Wonder 4